# Bütschliïta
La bütschliïta és un mineral de la classe dels carbonats. Rep el seu nom en honor de Johann Adam Otto Bütschli (1848–1920), professor de zoologia de la Universitat de Heidelberg, que va estudiar les sals dobles de calci i potassi i va preparar l'anàleg sintètic d'aquest mineral.

## Característiques
La bütschliïta és un carbonat de calci i potassi de fórmula química K₂Ca(CO₃)₂. Cristal·litza en el sistema trigonal en forma de cristalls microscòpics en forma de barril, allargats al llarg de [0001], en masses terroses o porcelanoses. És el dimorf de la fairchildita.
Segons la classificació de Nickel-Strunz, la bütschliïta pertany a «05.AC: Carbonats sense anions addicionals, sense H₂O: carbonats alcalins i alcalinoterris» juntament amb els següents minerals: eitelita, nyerereïta, zemkorita, fairchildita, shortita, burbankita, calcioburbankita, khanneshita i sanromanita.

## Formació i jaciments
La bütschliïta es forma en les zones de fusió de les cendres amb la fusta en arbres parcialment cremats. Va ser descoberta alhora en dos altres indrets estatunidencs: el canyó Kanabownits, al Parc Nacional del Gran Canyó (Arizona) i Coolin, a Kaniksu National Forest (Idaho). També ha estat trobada a Long Shop, al comtat de Montgomery (Virgínia, EUA), a diversos indrets d'Ontario (Canadà) i a la pegmatita Boa Vista, a Conselheiro Pena (Minas Gerais, Brasil).